# Arne Tiselius
För forskningsfartyget, se R/V Arne Tiselius.
Arne Wilhelm Kaurin Tiselius, född 10 augusti 1902 i Stockholm, död 29 oktober 1971 i Uppsala var en svensk kemist och professor i biokemi vid Uppsala universitet 1938–1968 samt mottagare av Nobelpriset i kemi 1948 för sin elektroforetiska och adsorptionsanalytiska forskning, särskilt för upptäckter kring serumproteiner – han hade visat att blodserum består av fyra olika proteiner.

## Barn och ungdom
Tiselius var son till matematiker Hans Tiselius och hemmafru Rosa, född Kaurin,  av norsk börd. Han växte upp i Stockholm med sina två syskon varav brodern Nils dog i blindtarmsinflammation. Efter faderns död flyttade familjen till hans hemstad Göteborg, där farfadern Nils Abraham Tiselius var rektor. Familjen hade svag ekonomi så mamman gav  pianolektioner och sydde Hardanger-söm och Tiselius undervisade yngre elever för att bidra till försörjningen. 
Tiselius intresse för kemi uppmuntrades av hans lärare, magister Johansson, och han fick låna nycklar till skolan så att han kunde gå till kemilabbet så ofta han ville.

## Karriär
Efter studentexamen flyttade Tiselius till Uppsala där han fick jobb på den berömde kemisten Theodor Svedbergs laboratorium när han var färdig med studierna. Svedberg intresserade sig för ämnen från djurriket och ville dela upp de enskilda ämnena i blod för att kunna  studera dem.
De arbetade först med ultracentrifugering, men behövde en bättre metod för att separera enskilda molekyler. Svedberg hade använt sig av elektricitet för att separera salter  under sina studier i USA och när han återvände till Uppsala lämnade han projektet till Tiselius. Hans tanke var att  utnyttja olikheterna i elektrisk laddning för att separera proteinerna i blod. Metoden, som kallas elektrofores, hade tidigare provats av andra forskare utan att de lyckats, men Tiselius var kunnig inom både kemi, fysik och medicin och efter ihärdigt arbete fick han till slut metoden att fungera utan att förstöra molekylerna. Tiselius kunde visa att blod innehåller en rad olika proteiner, men trots att hans fynd var revolutionerande nekades han publicering i en biokemisk tidskrift  eftersom det ansås vara fysik och inte biokemi.
Tiselius apparatur kopierades snart över hela världen. I dag används den inom många olika områden, till exempel livsmedelskontroll (vilket djur köttet kommer ifrån), rättsfall (DNA-identifiering) och släktskapsundersökningar. Tiselius och hans biokemiska institution i Uppsala kom att få ett avgörande inflytande på utvecklingen av svensk läkemedels- och bioteknikindustri. Flera av de produkter som gjorde Pharmacia till ett framgångsrikt företag hade ursprung i institutionens forskning.[källa behövs]
Tiselius tilldelades Nobelpriset i kemi 1948 för sina ”elektroforetiska och adsorptionsanalytiska arbeten, särskilt hans upptäckter rörande serumproteiners sammansatta natur”. Han hade visat att blodserum bestod av fyra olika proteiner: albumin samt alfa-, beta- och gammaglobulin.
Tiselius invaldes 1939 som ledamot av Vetenskapsakademien och blev 1944 ledamot av Ingenjörsvetenskapsakademien.[källa behövs] Han blev ledamot av Nobelkommittén för kemi 1946, och 1960–1964 ordförande i Nobelstiftelsen – från 1947 vice ordförande. Från 1946 var han ledamot i Naturvetenskapliga forskningsrådet, och 1951–1955 var han ordförande både i Cancerfondens forskningsråd och i International Union of Pure and Applied Chemistry.
Tiselius har fått ett forskningsfartyg uppkallat efter sig, R/V Arne Tiselius, som tidigare var stationerat på Kristinebergs marina forskningsstation.

## Familj
Tiselius var gift med Ingrid Margareta Dalén och fick en dotter, Eva (född 1932), och en son, Per (läkare, född 1934).
Arne Tiselius ligger begravd på Uppsala gamla kyrkogård.

## Utmärkelser
Nedslagskratern Tiselius på månen är uppkallad efter honom, liksom forskningsfartyget R/V Arne Tiselius.